# Plaggenesch

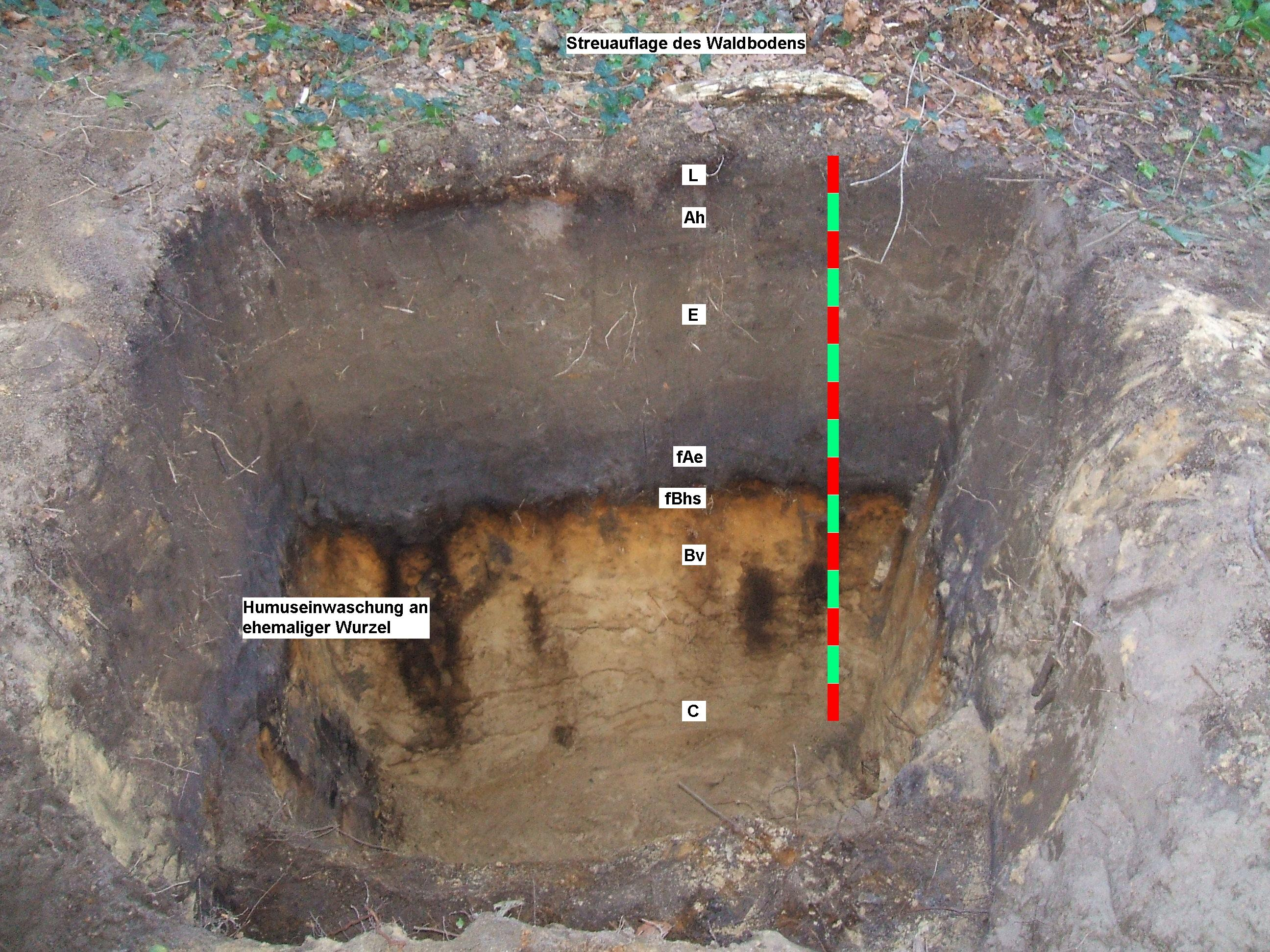
Profil eines Plaggeneschs: 40-50 cm Auflage über fossilem Podsol

Der Plaggenesch (auch Plaggenboden oder Eschboden) ist ein fast ausschließlich auf den Raum Nordwestdeutschland beschränkter Bodentyp, der durch eine über Jahrhunderte durchgeführte Plaggendüngung der Eschfluren entstand. Da die Entstehung dieses Bodens auf menschlicher Tätigkeit basiert, wird er in der Deutschen Bodensystematik in die Klasse Y (anthropogene Böden) eingeordnet. Seine Abkürzung lautet YE.
Am Welttag des Bodens 2012 wurde dieser Bodentyp vom Bundesverband Boden und der Deutschen Bodenkundlichen Gesellschaft als Boden des Jahres 2013 ausgerufen.

## Entstehung und Verbreitung
Plaggenesche sind durch eine spezielle Bewirtschaftung zur Bodenverbesserung entstanden – die Plaggenwirtschaft. Auf nährstoffarmen Sandböden, wie sie im Raum der nordwestdeutschen Geest typisch sind, bilden sich bei mittleren bis hohen Niederschlägen in der Regel Podsole, die keine guten Ackerstandorte sind. Diese Flächen wurden von den Ackerbauern so lange wie möglich gemieden. Als der Bevölkerungsdruck im Mittelalter etwa ab dem Jahr 1000 stark stieg, wurde eine Inkulturnahme dieser geringwertigen Areale notwendig, deren Erträge marginal und unsicher waren.
Um die Ertragshöhe sowie -sicherheit zu gewährleisten und in Anbetracht des Fehlens mineralischer Dünger war es notwendig, andere Formen der Düngung zu entwickeln. Neben der damals üblichen Dreifelderwirtschaft wurde im Raum Nordwestdeutschlands hierzu die Plaggenwirtschaft entwickelt. Dabei wurden einige wenige dorf- oder hofnahe Fluren (in Norddeutschland als Esch bezeichnet) regelmäßig mit Gras- oder Heideplaggen gedüngt. Als Plaggen wird abgestochener, humoser (Gras−)Oberboden mit Teilen der darauf befindlichen Vegetation und Streu bezeichnet. Die Plaggen wurden ortsfern in den so genannten „gemeinen Landen“ (im Osnabrücker Land „Mark“) gewonnen, in den Ställen zunächst etwa ein Jahr als Einstreu genutzt und anschließend zusammen mit dem Mist, Asche und Küchenabfällen auf die Felder gebracht. In Ostwestfalen ging die Erhöhung der Plaggenesche häufig Hand in Hand mit der Verbreiterung der Sieke.
Durch archäologische Ausgrabungen ist bekannt, dass Plaggenesche ab dem 11. Jahrhundert entstanden. Im Osnabrücker Land als einem Hauptverbreitungsgebiet von Eschböden setzte ihre Entstehung erst im 12. und 13. Jahrhundert ein.
Das Ende der Plaggenwirtschaft erfolgte schlagartig Anfang des 20. Jahrhunderts, da mit der Einführung von Mineraldünger Ende des 19. Jahrhunderts die arbeitsintensive Nutzung der Plaggen überflüssig wurde. Zusätzlich sank durch Landflucht im Zuge der Industrialisierung der Druck, marginale Standorte mittels arbeitsintensiver Methoden ackerbaulich zu nutzen. Spätestens seit den 1930er Jahren wird der Plaggenhieb nicht mehr praktiziert. Zukünftig bleibt der Bodentyp der Plaggenesche unter Ackernutzung noch längere Zeit erhalten, befindet sich aber in einer Phase der Degradierung, da er nicht mehr aktiv geschaffen wird. Bei ausbleibender Plaggenwirtschaft wird er sich unter Wald auf längere Sicht wieder in Richtung Podsol entwickeln.
Plaggenesche sind weltweit nur sehr kleinflächig vorzufinden, denn ihre Verbreitung ist an die ehemalige Bewirtschaftung gebunden. Genauer betrachtet sind sie eine regionale Besonderheit des nordwestdeutschen Raums mit einem Schwerpunkt um Osnabrück und Cloppenburg. Hier nehmen sie große Flächenanteile von bis zu 20 Prozent ein. Sie kommen aber in Mitteleuropa bis ins Ruhrgebiet sowie in Belgien, den östlichen Niederlanden und Dänemark vor. Darüber hinaus gibt es analoge Vorkommen auf den Orkneys und einigen Shetlandinseln.

## Mittelalterliche Bodenerosion
Während die Esche durch die Plaggenwirtschaft eine starke Aufwertung erfuhren, kam es in ihrer Umgebung zu kaum beschreibbaren Bodenschäden. Da die Abstichflächen ständig gestört wurden und für die Neubildung eines humosen A-Horizonts mehrere Jahre brach lagen, wurde für einen Esch eine große Reserve an gemeinem Land benötigt. Das Flächenverhältnis lag je nach Standort bei etwa 1:5 bis 1:30. Nach der Plaggengewinnung waren diese Böden der Erosion schutzlos ausgeliefert, so dass es im großen Maßstab zu Bodenauswehungen und Wasserschäden kam. Durch die Boden- und Nährstoffverluste wurde eine regelrechte Verwüstung in Gang gesetzt, die sich bis heute nachweisen lässt. So finden sich im gesamten nordwestdeutschen Raum zahlreiche Dünen aus dieser mittelalterlichen Erosionsphase. Neben der Erosion führte die Übernutzung auch zu einer großflächigen Verheidung.

## Eigenschaften
Die beständige Materialzufuhr bewirkte eine Aufhöhung der Geländeoberfläche und die Entstehung tiefgründig humoser Esch-Horizonte, die in der deutschen Bodensystematik eine eigene Bezeichnung besitzen (E-Horizont). Die Anhebung des Bodenhorizontes erfolgte mit einer Geschwindigkeit von etwa einem Millimeter pro Jahr Plaggenwirtschaft. Ein 40 cm mächtiger E-Horizont muss demnach über mindestens 400 Jahre geplaggt worden sein. Da immer die gleichen Flächen geplaggt wurden, kam es mit der Zeit zu abrupten Höhenänderungen (Eschkanten). Diese können durchaus einen Meter betragen.
Der fremde Mineralboden führte oft zu einem Wechsel der Bodenart. Über dem Ausgangsmaterial Sand finden sich häufig schluffigere Bereiche. Die Düngewirkung von Mist, Asche und Küchenabfällen ist auch Jahrzehnte nach Ende der Plaggenwirtschaft nachweisbar: Die Eschhorizonte besitzen bis heute eine signifikante Erhöhung der Nährstoffe Phosphor (Sand des Podsols: < 20 mg P/100 g Boden; E-Horizont: 400-1000 mg P/100 g Boden) und Kalium, wobei der Phosphor mit dem Mist der Tiere und das Kalium mit der Asche zugeführt wurden. Die Anhebung des Stickstoffgehalts lässt sich wegen der schnellen Auswaschung dieses Nährelements nicht mehr ermitteln.
Mit den Plaggen gelangten auch sogenannte Artefakte wie Ziegel- oder Keramikbruchstücke in die Böden. Geradezu typisch ist die im gesamten E-Horizont eingestreute Holzkohle aus der Asche. Durch den hohen Gehalt an organischer Substanz wurde nicht nur der Nährstoff-, sondern auch der Wasserhaushalt der Böden verbessert. Ein positiver Einfluss der Holzkohle (teilweise auch Englisch biochar genannt) auf die Bodenfruchtbarkeit wird auch bei der südamerikanischen Terra Preta diskutiert.
Plaggenesche haben als Archivböden eine besondere Bedeutung für die Archäologie. Sie wirken wie eine Schutzschicht, die über Kulturschichten aus vor- und frühgeschichtlicher Zeit liegt. Beispielsweise fand sich das steinzeitliche Artefakt der Venus von Bierden unter einer bis zu 60 cm mächtigen Eschschicht, die Schutz vor der Zerstörung durch die Landwirtschaft bot. Ähnlich wirkte der Eschboden in der Fundregion Kalkriese als möglicher Ort der Varusschlacht.

## Horizontierung
Die Deutsche Bodensystematik ist die einzige weltweit, die Plaggenesche als eigenen Bodentyp ausweist. In ihr gehören sie zur Klasse Y der terrestrischen anthropogenen Böden. Um einen Boden als Plaggenesch auszuweisen, muss die kombinierte Mächtigkeit des A- und des E-Horizonts mindestens 40 cm betragen. Ist dieser Bereich geringmächtiger, so handelt es sich um die Varietät „mit Eschauflage“ eines anderen Bodentyps.
Die Horizontierung lautet: Ap/E/IIf…
- Ap: Oberbodenhorizont (A) unter Ackernutzung (p: gepflügt). Teilweise sind Plaggenesche auch nicht ackerbaulich genutzt. In diesem Fall steht an der Oberfläche ein Ah-Horizont (humoser (h) Oberboden). Der A-Horizont ist von Humus dunkel-schwarz gefärbt.
- E: E ist der eigentliche Eschhorizont. Er entstand durch die langjährige Plaggenwirtschaft und ist durchgängig von Humus dunkel verfärbt. Stammten die Plaggen aus Rasensoden, so geht die Farbe ins bräunliche, da das organische Material leicht zersetzbar war und die Mineralisation stärker vorangeschritten ist (Brauner Esch). Plaggen aus Heideflächen bewirkten dagegen eine graue Färbung. In ihnen sind die Zersetzungsbedingungen schlechter, so dass die Humifikation überwog (Grauer Esch). Waldplaggen können beide Farben entwickeln. Der E-Horizont enthält in aller Regel sichtbare Artefakte (Holzkohle, Ziegelbröckchen …). Im Labor muss ein stark angehobener Phosphorgehalt nachgewiesen werden.
- IIf…: Unter dem E-Horizont liegt der ursprüngliche, begrabene Boden (f: fossil). Da es sich oft um anderes Bodenmaterial handelt, kann ein Schichtwechsel (II) anstehen. Die … stehen für die je nach Standort variablen Horizonte des überdeckten Bodens. Bei dem häufig anstehenden Podsol sind dies meist die Horizonte fAe, fBhs, Bv und C (siehe auch unter Podsol).

In der internationalen Bodenklassifikation World Reference Base for Soil Resources (WRB) gehören die Plaggenesche überwiegend zu den Plaggic Anthrosolen.

## Nutzung
Plaggenesche sind bis heute klassische Ackerstandorte. Aufgrund der hohen Sandgehalte handelt es sich um gut wasserdurchlässige, nährstoffarme Standorte. Zur Erzielung zufriedenstellender Erträge ist eine ausreichende, regelmäßige Düngung Voraussetzung. Die über Jahrhunderte betriebene Plaggenwirtschaft sorgte aber für eine starke Aufwertung der Standorte, die im Schnitt zu einer geschätzten Verdopplung der Bodenwertzahl und vor allem zu sichereren Erträgen führte. Früher war die klassische Anbaufrucht der Roggen.
Durch die ortsnahen Lagen der Plaggenesche ist dieser Bodentyp oft durch Überbauung verschwunden. In vielen Siedlungen weisen noch Straßennamen wie „Am Esch“ oder „Auf dem Esch“ auf die ehemalige Eigenschaft dieser Flächen hin.

## Forschung
In den 1980er Jahren gab es in Norddeutschland ein geowissenschaftliches Forschungsprojekt unter der Bezeichnung „Eschprospektion“. Daran waren das Niedersächsische Landesamt für Bodenforschung aus Hannover und die Universität Kiel beteiligt. Mit dem Projekt wurden zerstörungsfreie archäologische Prospektionsmethoden, wie Bodenwiderstandsmessungen, bei mächtigen Eschauflagen überprüft.
In Lechtingen bei Osnabrück befindet sich in der Windmühle Lechtingen ein „Plaggenesch-Informationszentrum“ im Aufbau, das von der Hochschule Osnabrück betrieben wird.